# とくする情報
とくする情報（とくするじょうほう）は、株式会社medibaが運営する、au携帯電話インターネットサービスEZweb上の情報サイトである。

## 概要
懸賞、エンターテインメントコンテンツ、情報などが満載のまさに「とくする情報」な3キャリ対応のサイトである。KDDIの子会社medibaが運営している。EZwebトップメニューからリンクが設定されている。
2010/11にphone,Androidでもサービスを開始した。

## サービス内容
2009年9月現在、パズル系・診断系・アクション系Flashゲームや恋愛予報、心理テストなどの占いが提供されている。
現在は「とくするサンプル」というアンケートに解答することでサンプル商品を激安で購入できるECサイトを展開している。

## プレゼント
2009年9月現在、自社提供の商品と大手映画配給元より提供される映画試写会、鑑賞券のプレゼントが中心である。なお、2009年9月より応募の条件として同社が提供するメールマガジンの購読が必須となった。

### その他
KDDIが運営するau one上の新サービスやEZwebの新機能の告知宣伝が行われる場合がある。

## 他の携帯電話事業者による類似サービス
類似したサービスは、各携帯電話事業者自身または連結子会社が各社のインターネットサービスで直接提供している。内容は懸賞が中心である。
- iモード（NTTドコモ） - とくするメニュー懸賞以外にも、通販サイトへのリンクが多い。
- ソフトバンクモバイル - とくする情報局。